# Гай Юлий Камилий Аспер
Вижте пояснителната страница за други личности с името Аспер.
Гай Юлий Камилий Аспер (на латински: Gaius Iulius Camilius Asper) e политик и сенатор на Римската империя през началото на 3 век.

## Биография
Аспер произлиза от tribus Galeria в Аталея. Син е на Гай Юлий Аспер.
Той е първо квестор при баща си в провинция Африка (205 г.) и преди 212 г. curator viarum (уличен куратор) на Виа Апиа. През 212 г. той е консул заедно с баща си. Двамата изпадат същата година в немилост и са изгонени, по-късно са помилвани. Аспер е също и sodalis Augustalis (императорски жрец) и понтифекс. Той е патрон на Британия и на Мавретания Тингитана.